# Gábor Görgey

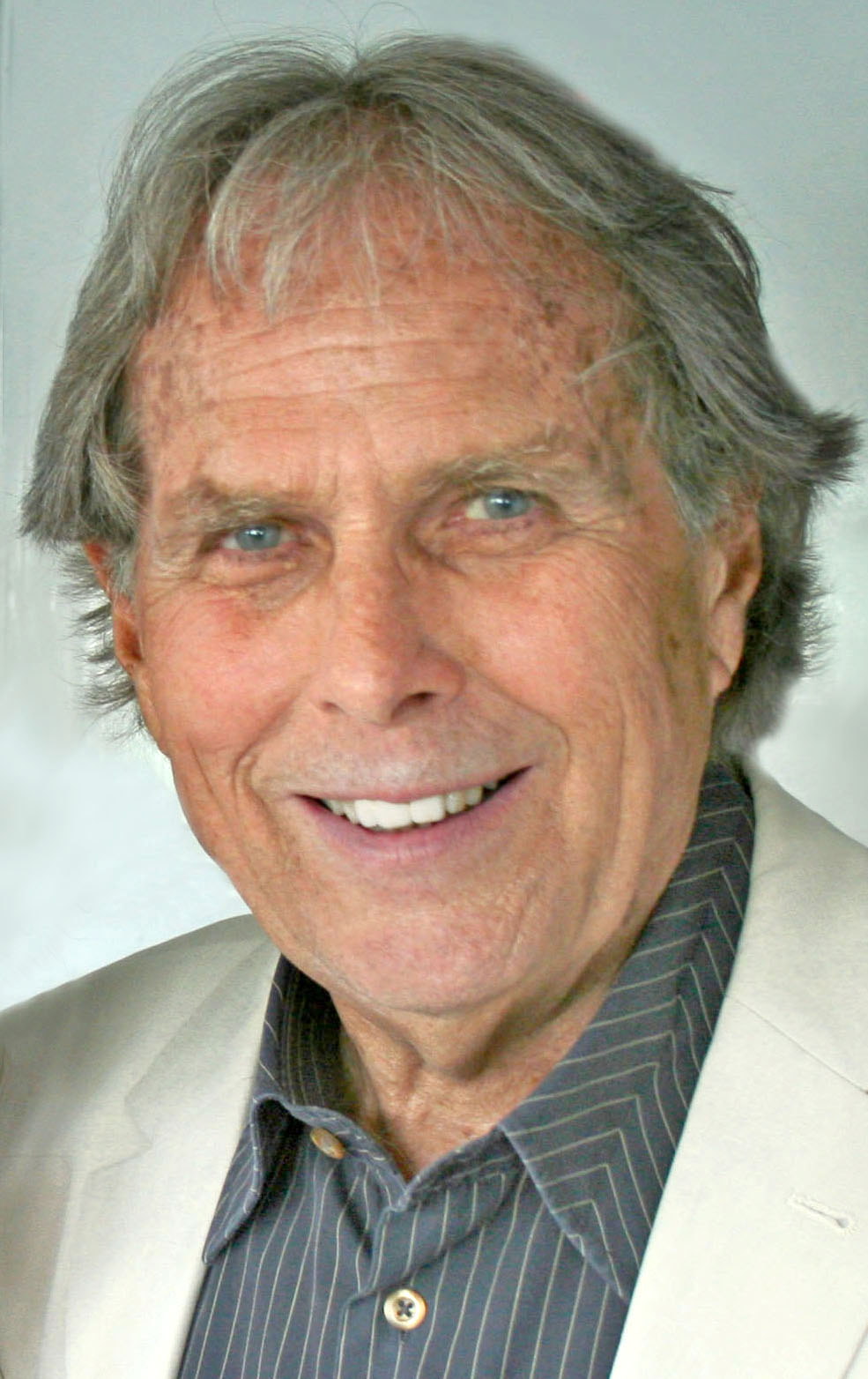
Porträtbild von 2007

Gábor Görgey von Görgő und Toporcz (* 22. November 1929 in Budapest; † 11. April 2022) war ein ungarischer Dramatiker, Schriftsteller und Übersetzer deutscher Literatur ins Ungarische. Von 2002 bis 2003 war er Kultusminister Ungarns.

## Leben
Gábor Görgey gehört zu den renommiertesten Schriftstellern Ungarns. Von 2002 bis 2003 war er Kultusminister der Republik Ungarn und förderte entschieden die Verbreitung der ungarischen Literatur im Ausland. Sein fünfbändiges Hauptwerk Letzter Bericht von Atlantis wird vom Salon-Verlag herausgegeben. Der erste übersetzte Band, Sirene der Adria (ursprünglich fünfter und letzter Teil des Romanzyklus, in Deutschland wegen der aktuellen politischen Bezüge aber als erstes übersetzt; in Ungarn im Jahr 2000 mit dem „Preis des besten Buches des Jahres“ ausgezeichnet), erschien 2004 auf Deutsch, der zweite Band, Der Jagdteppich (Teil 1 in der ursprünglichen Reihenfolge), folgte im Frühjahr 2006. Auch als Dramatiker trat Görgey mit dem Stück Spiegelspiel (Tükörjátek) in Erscheinung, es wurde in deutscher Sprache im Jahre 2000 am Theater Altenburg-Gera uraufgeführt.

## Werke
- Letzter Bericht von Atlantis (5): Sirene der Adria. München: Salon-LiteraturVerlag, 2004. ISBN 3-9809635-0-0
- Letzter Bericht von Atlantis (1): Der Jagdteppich. München: Salon-LiteraturVerlag, 2006. ISBN 3-9809635-1-9
- Letzter Bericht von Atlantis (2): Der Untergang des Adellandes. München: Salon-LiteraturVerlag, 2006. ISBN 978-3-939321-17-0
- Letzter Bericht von Atlantis (3): Das Buch der Versuchungen. München: Salon-LiteraturVerlag, 2010. ISBN 978-3-939321-26-2
- Letzter Bericht von Atlantis (4): Versinken in Venedig. München: Salon-LiteraturVerlag, 2012. ISBN 978-3-939321-39-2

## Auszeichnungen
- 1976:  Robert Graves Preis
- 1980:  Attila-József-Preis
- 1985:  Pro Arte Preis
- 1989:  Déry Preis
- 1995:  Verdienstkreuz der Republik Ungarn
- 2000:  Buch des Jahres Preis 2000 für “Sirene der Adria” im Ungarischen Original
- 2006:  Kossuth-Preis
- 2006:  Kogge-Ehrenring
- 2008:  Literaturpreis des Freien Deutschen Autorenverbands
- 2014:  Josef-Ernö-Literaturpreis für das Lebenswerk als Dramatiker